# تل بلاطة
تل بلاطة موقع لبقايا أثرية في مدينة نابلس في الضفة الغربية حيث عثر على سور وبوابة شرقية وغربية، ويقدر الخبراء أن الأبراج والمباني تعود إلى 5,000 سنة أي إلى العصر النحاسي والبرونزي  ، وقد بدأت الحفريات عام 1913 برئاسة الهولندي أرنس سلين حيث تبين أنها أنقاض مدينة شكيم القديمة.

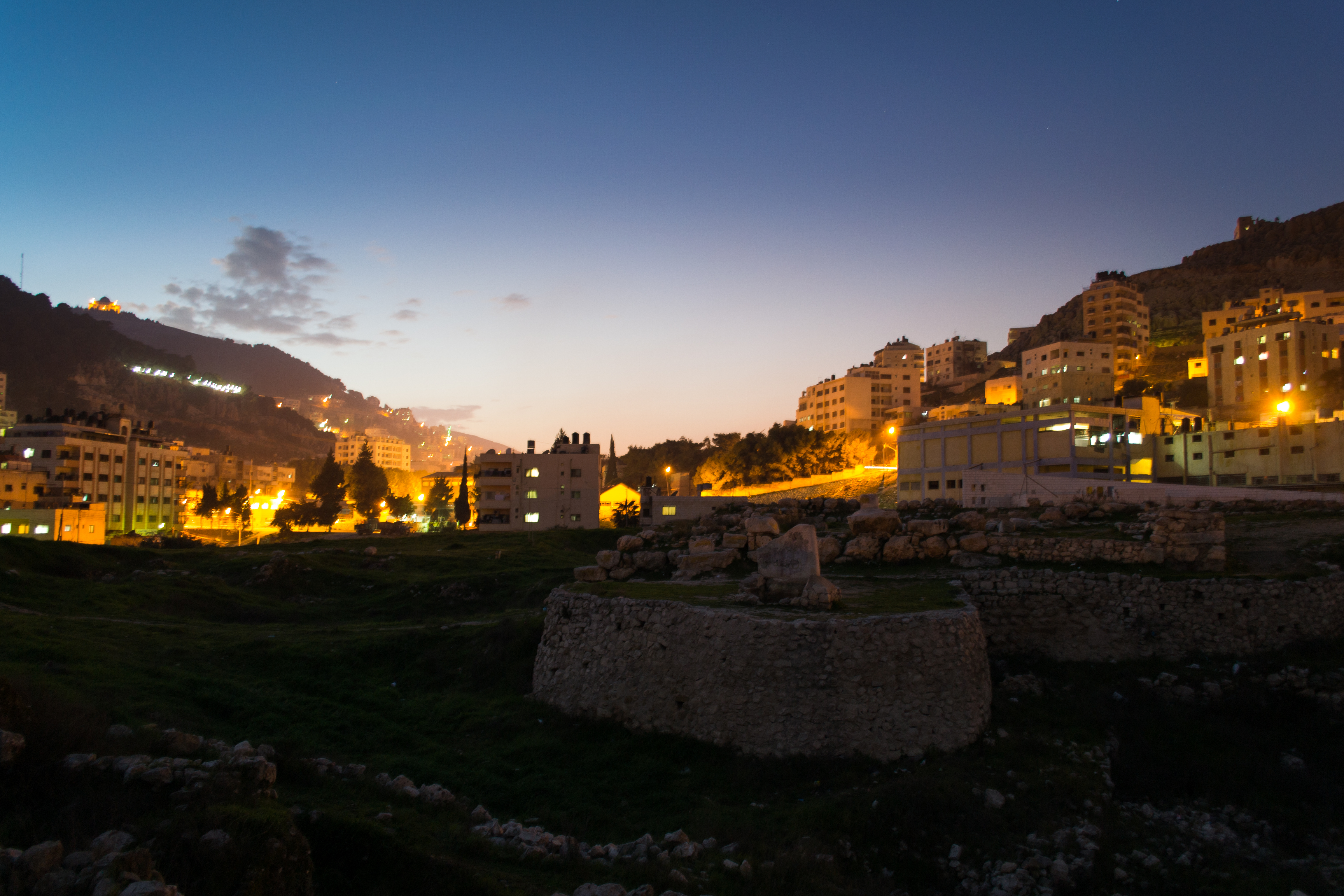
تل بلاطة

يُعرف تل بلاطة بأنه بلدة شكيم الكنعانية التي ورد ذكرها في العديد من المصادر القديمة، ويعود تاريخها إلى القرنين الأول والثاني قبل الميلاد. وتقع بالقرب من مدينة نابلس بين جبلي جرزيم وعيبال، وكانت الطرق الرئيسة في فلسطين تعبر بالقرب منها، إذ أنها ربطت بين الشمال والجنوب والشرق والغرب، وبهذا شكل موقع تل بلاطة مركزا لشبكة واسعة من الطرق منذ فترة مبكرة من التاريخ.
         يرتفع تل بلاطة 20م فوق المنطقة المحيطة به الواقعة على ارتفاع 500م فوق مستوى سطح البحر، وهذا الارتفاع يمر عبر قرية بلاطة والمنطقة السفلى من الوادي المجاور، وأطلق على البلدة "ملكة فلسطين غير المتوجة"، لاحتوائها على العديد من مصادر المياه، إضافة إلى مياه الأمطار الوفيرة في فصل الشتاء، مما يوفر محصولا زراعيا وفيرا.
         كشفت الحفريات الكثير عن تاريخ الموقع، لا سيما وأنه كان مركزًا حضريًا هامًا  خلال فترة التمدن الثانية في فلسطين عام 2000 ق.م. وتشمل الآثار القائمة في الموقع على، المعبد المحصن المثير للإعجاب، والذي كان يستخدم للعبادة من قبل عامة الناس. وتوجد آثار أخرى ظاهرة منها: بوابتان ضخمتان، وأسوار المدينة الضخمة، وقصر الحاكم، إضافة إلى معبد خاص صغير، وغرفة للحراسة، ومبنى إداري، وأماكن للمعيشة والطبخ. وجرى إعادة تأهيل الموقع كحديقة أثرية ما بين عامي 2010 و2012م، من خلال مشروع مشترك بين دائرة الآثار الفلسطينية وجامعة لايدن ومنظمة اليونسكو.